# Defecto septal ventricular

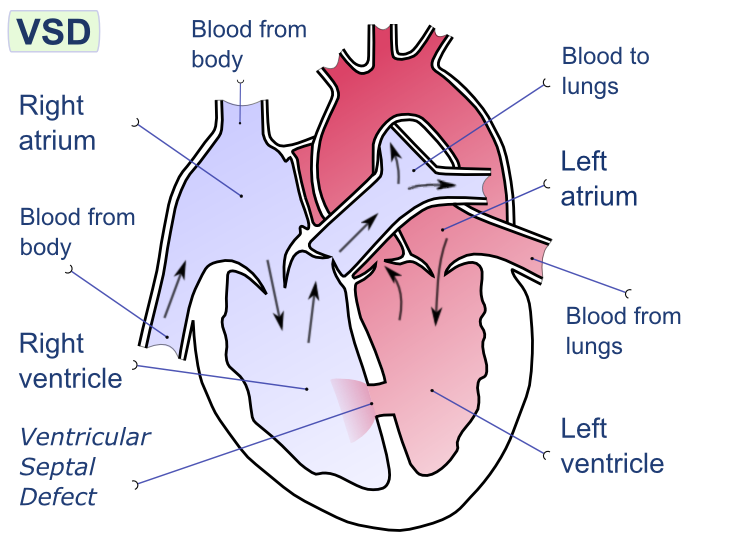
Defecto septal ventricular

El defecto septal ventricular (DSV) o la comunicación interventricular (CIV) es una deformación en la pared que divide los ventrículos izquierdo y derecho del corazón. 
El tabique ventricular consta de una porción membranosa muscular y superior-inferior, y está ampliamente inervado con cardiomiocitos conductores. 
La porción membranosa, que está cerca del nodo auriculoventricular, es más comúnmente afectada en adultos y niños mayores en los Estados Unidos.
También es el tipo que más comúnmente requiere intervención quirúrgica, en más del 80 % de los casos.

## Diagnóstico

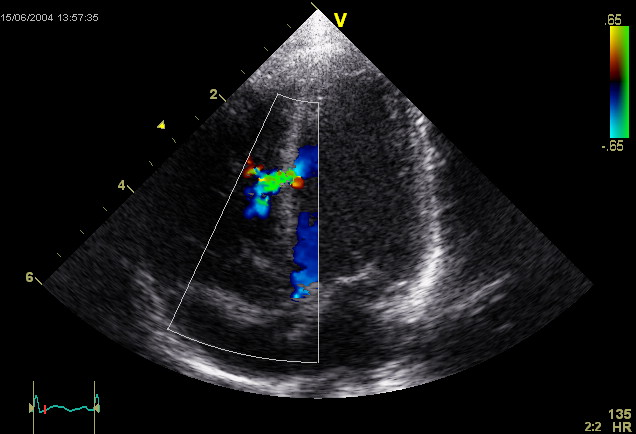
Ecocardiografía de un defecto septal ventricular moderado.

Se obtiene a través de la imagen ecocardiográfica de un defecto septal ventricular moderado en la parte media-muscular del tabique.  
Una CIV (comunicación interventricular) puede ser también detectado por la auscultación cardíaca. Clásicamente, causa un soplo holo- o pansistólico patognomónico. 
El sonido del soplo depende del flujo anormal de sangre desde el ventrículo izquierdo, a través de la CIV, hacia el ventrículo derecho. Si no hay mucha diferencia en la presión entre los ventrículos derecho e izquierdo, entonces el flujo de sangre a través de la CIV no será muy grande y esta puede no producir el sonido característico del soplo cardíaco. Esta situación se produce en el feto (cuando las presiones del ventrículo izquierdo y derecho son esencialmente iguales) y luego del nacimiento (antes de verse reducida la presión ventricular derecha).

## Síntomas
Si bien suele ser asintomático en el momento del nacimiento, puede manifestarse algunas semanas después. Los signos que se presentan tienen que ver con la resistencia pulmonar, que conduce a la coloración azulada en piel y mucosas, conocida también como cianosis.

## Tratamiento
La mayoría de los casos no necesitan tratamiento y se curan en los primeros años de vida. La CIV (comunicación interventricular) pequeña congénita a menudo cierran por sí misma, acompañando el crecimiento del corazón. Algunos casos, como son los siguientes, pueden requerir intervención quirúrgica:
1. Insuficiencia cardíaca congestiva, como respuesta al tratamiento con fármacos. 
2. CIV con estenosis pulmonar.
3. CIV acompañado de hipertensión pulmonar.
4. CIV con regurgitación aórtica.